# Премия и медаль Бернарда Хармса
Премия и медаль Бернарда Хармса (нем. Bernhard-Harms-Preis und Medaille) — международные экономические награды.
Премия вручается раз в 2 года Кильским институтом мировой экономики (Германия) учёным, внёсшим значительный вклад в развитие теории международной экономики и улучшение мировых экономических отношений. Впервые премия была вручена в 1964 году в ознаменование 50-летия со дня основания института. Размер премии 25 000 €.
Медаль вручается нерегулярно экономистам, внёсшим вклад в исследовательскую работу института в традициях Бернхарда Хармса, основателя института.

## Лауреаты премии
1. 1964 — Герхард Кольм
2. 1966 — сэр Рой Харрод (Оксфордский университет)
3. 1968 — Герман Джозеф Абс (Deutsche Bank)
4. 1970 — Василий Леонтьев (Гарвардский университет)
5. 1972 — Готтфрид фон Хаберлер (Гарвардский университет)
6. 1974 — Фриц Махлуп (Принстонский университет)
7. 1976 — Гарри Джонсон (Чикагский университет)
8. 1978 — Чарльз Киндлбергер (Массачусетский технологический институт)
9. 1980 — Эрик Лундберг (Стокгольмская школа экономики)
10. 1982 — Уильям Феллнер (Йельский университет)
11. 1984 — Бела Баласса (Университет Джонса Хопкинса)
12. 1986 — Макс Корден (Австралийский национальный университет)
13. 1988 — Ягдиш Бхагвати (Колумбийский университет)
14. 1990 — Энн Крюгер (Университет Дьюка)
15. 1992 — Рудигер Дорнбуш (Массачусетский технологический институт)
16. 1994 — Мартин Фельдстейн (Гарвардский университет)
17. 1996 — Ассар Линдбек (Институт международных экономических исследований)
18. 1998 — Элханан Хелпман (Гарвардский университет)
19. 2000 — Джеффри Сакс (Гарвардский университет)
20. 2002 — Стэнли Фишер (Массачусетский технологический институт)
21. 2004 — Морис Обстфельд (Калифорнийский университет в Беркли)
22. 2006 — Роберт Феенстра (Калифорнийский университет в Дэвисе)
23. 2008 — Кеннет Рогофф (Гарвардский университет)
24. 2010 — Рагхурам Г. Раджан (Чикагский университет)
25. 2012 — Джин Гроссман (Принстонский университет)
26. 2014 — Абхиджит Банерджи (Массачусетский технологический институт)
27. 2016 — Марк Мелиц (Гарвардский университет)
28. 2018 — Кармен Рейнхарт (Гарвардский университет)
29. 2021 — Николас Стерн (Лондонская школа экономики)

- 2023 — Гопинат, Гита
- 2024 — Рей, Элен

## Лауреаты медали
(приведены отдельные награждённые медалью Бернарда Хармса)
- 1981 — Д. Гроув
- 1983 — Тадеуш Рыбчинский
- 1983 — Дж. Ф. Рэй
- 1984 — Вольфганг Столпер
- 1992 — И. Вальтер
- 2004 — О. Иссинг.